# Nordskogsmyra
Nordskogsmyra (Formica aquilonia) är en myrart som beskrevs av Henry Crecy Yarrow 1955. Nordskogsmyra ingår i släktet Formica och familjen myror. IUCN kategoriserar arten globalt som nära hotad. Arten är reproducerande i Sverige. Inga underarter finns listade i Catalogue of Life.

## Bildgalleri

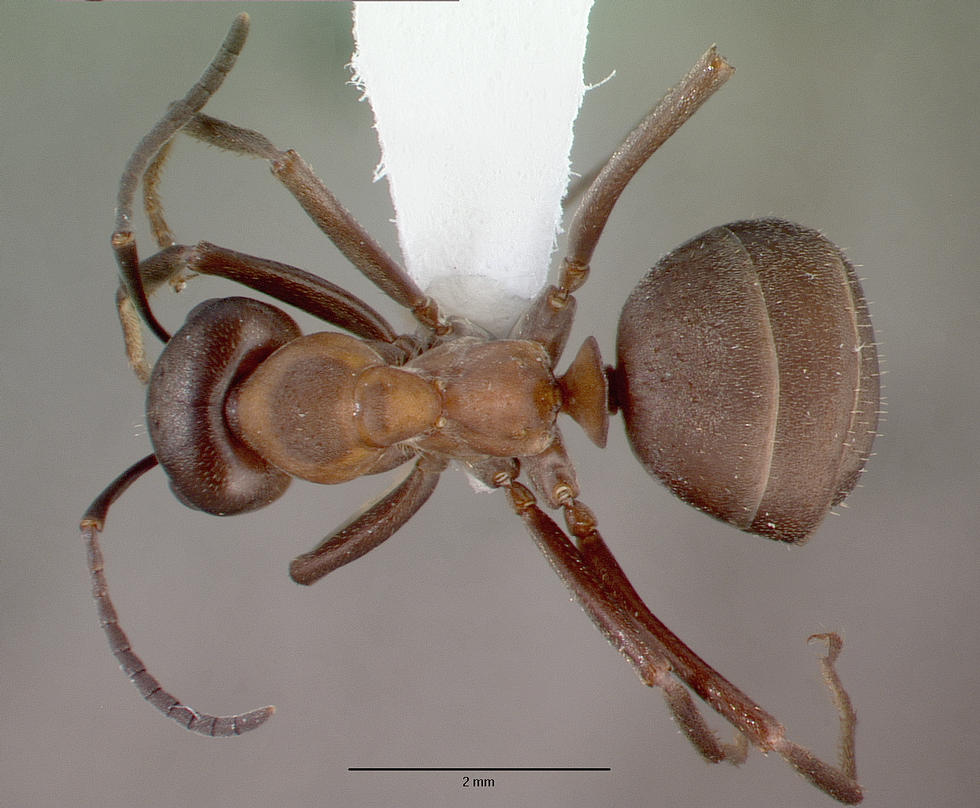
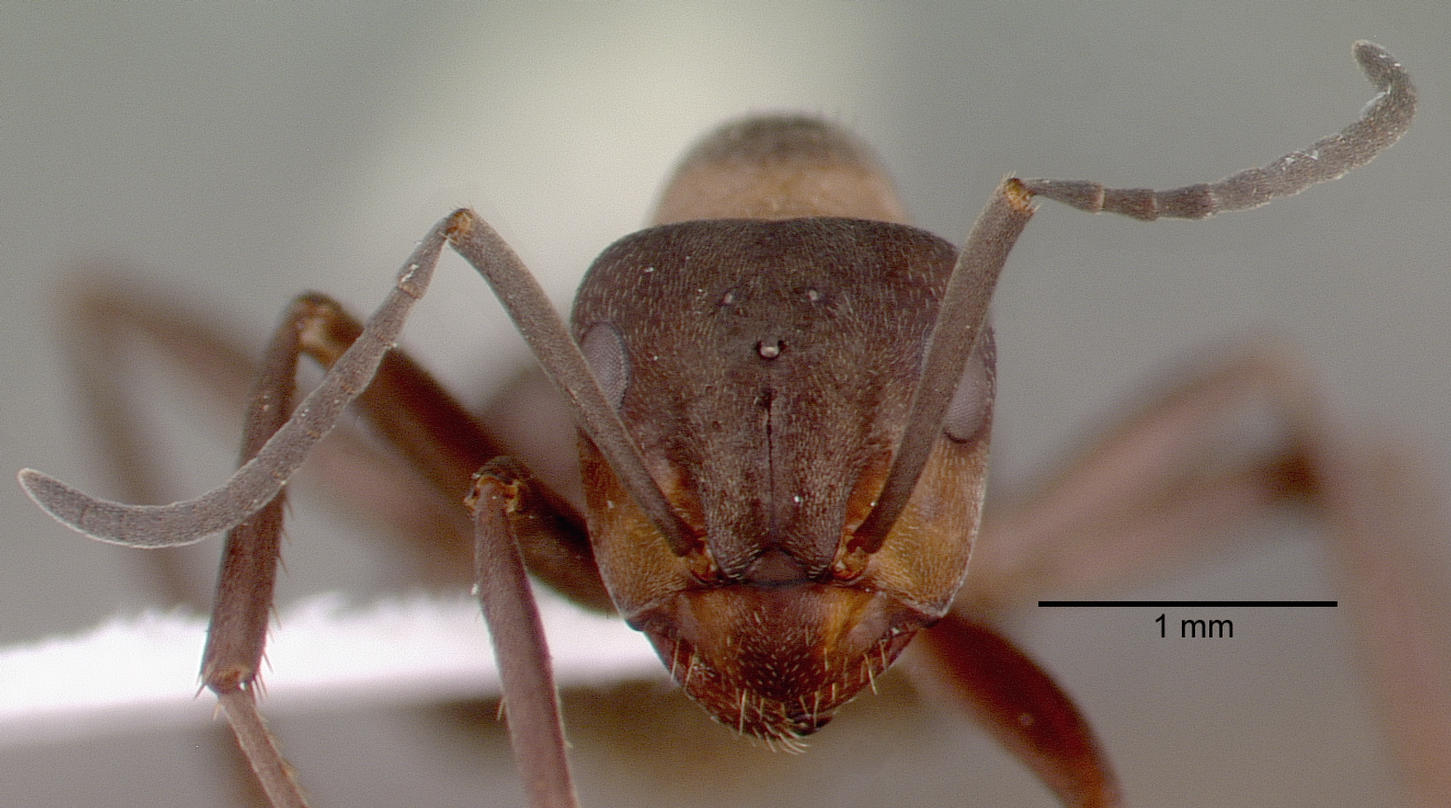
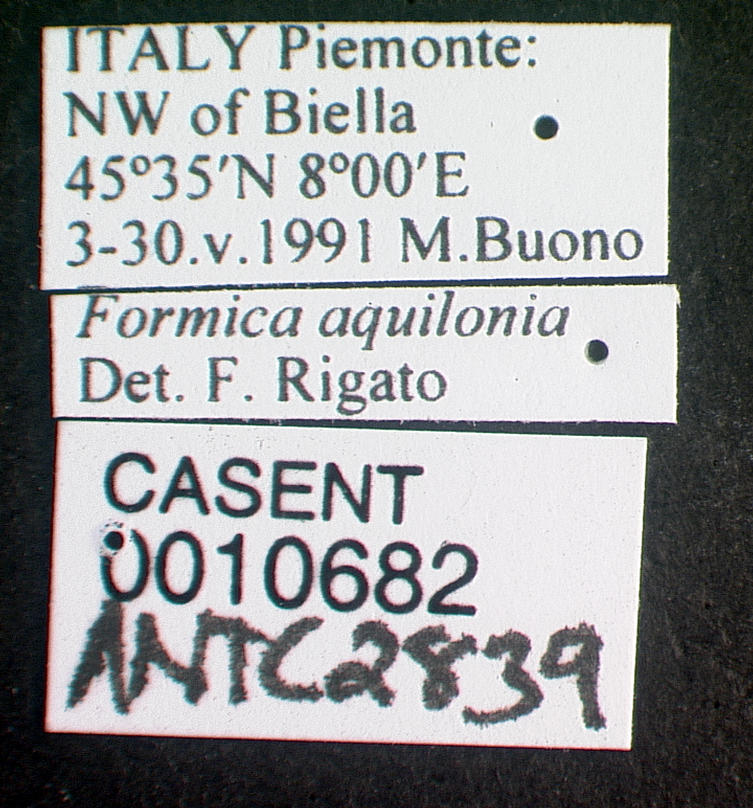
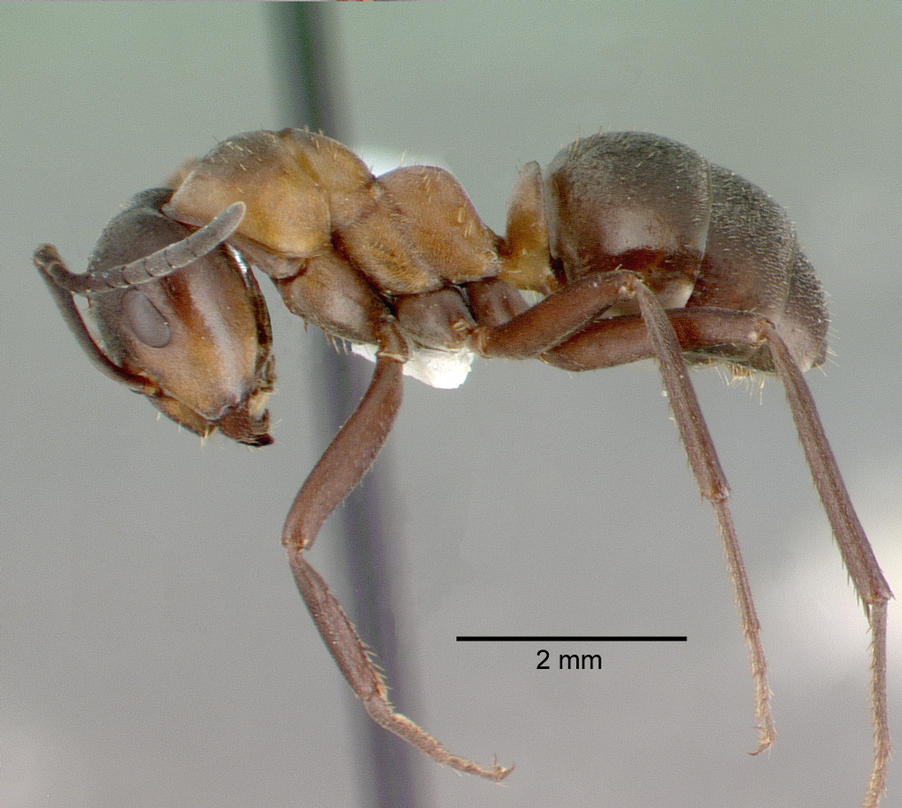
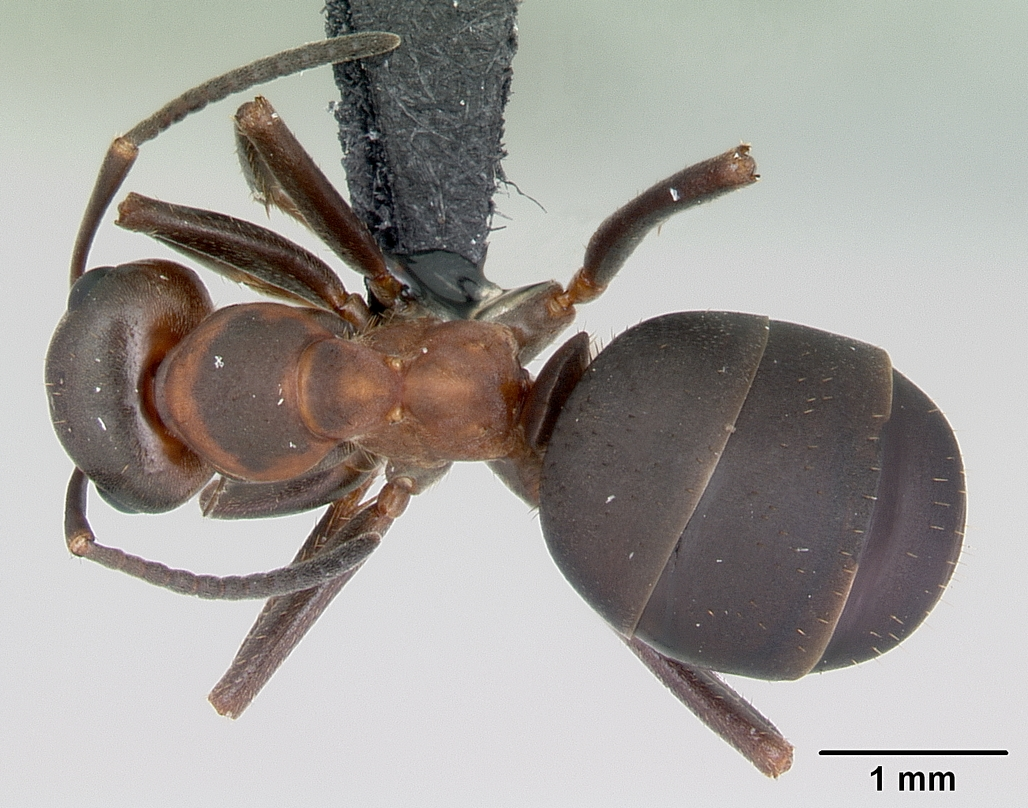
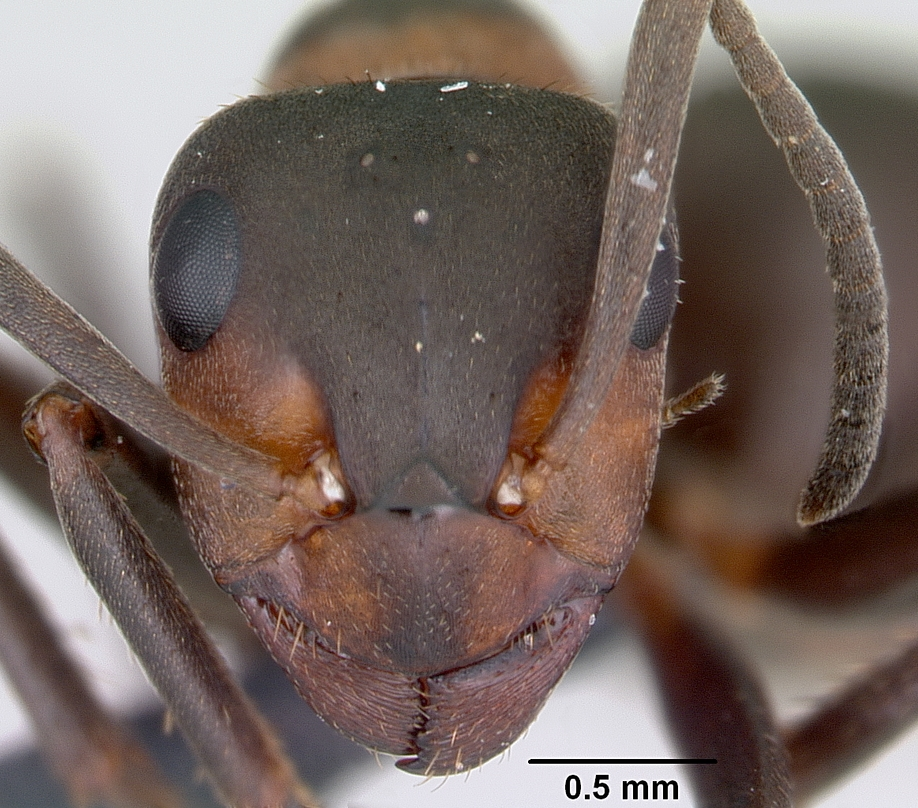